# رابرت هوانگ
رابرت هوانگ (به چینی: 黄志祥) (زاده ۱۹۵۲) کارآفرین و مدیر ارشد اجرایی سنگاپوری-هنگ کنگی است، که در حال حاضر به‌عنوان رییس هیئت مدیره شرکت سینو لند و مدیر عامل اجرایی گروه سینو فعالیت می‌نماید. وی فرزند ارشد هوانگ تنگ فانگ بنیانگذار گروه شرکت‌های سینو می‌باشد.